# Station vicinale de Courtrai Doorniksewijk
La station vicinale de Courtrai Doorniksewijk, également appelée gare de Courtrai car jouxtant celle-ci, est une station de tramway vicinal, fermée et désaffectée, de la Société nationale des chemins de fer vicinaux (SNCV).

## Histoire
Au sein du tramway de Courtrai, les lignes arrivant par le nord de la ville via la Grand-Place ont leur terminus sur la Tolstraat devant le bâtiment voyageurs de la gare de Courtrai, les deux lignes arrivant par le sud de la ville : Courtrai - Mouscron (future ligne KMx) et 372 Courtrai - Pecq ont leur terminus au sud-est de la gare, au début du Doorniksewijk (faubourg de Tournai), il existe un passage à niveau avec les voies du chemin de fer qui n'est cependant pas utilisé en service passagers. En 1925, la SNCV fait construire à ce terminus du Doorniksewijk une aubette, construite en brique de sable et pierre bleue sur trois travées, elle comprend (de gauche à droite) une petite halle à marchandise, un bureau servant à délivrer les billets et une salle d'attente,. Elle va servir jusqu'à la fermeture de la ligne KMx le 25 mai 1963.

## Patrimoine ferroviaire
Le bâtiment est inscrit à l'inventaire du patrimoine architectural de la Région flamande depuis le 14 septembre 2009.